# Canon d'infanterie Type 11 de 37 mm

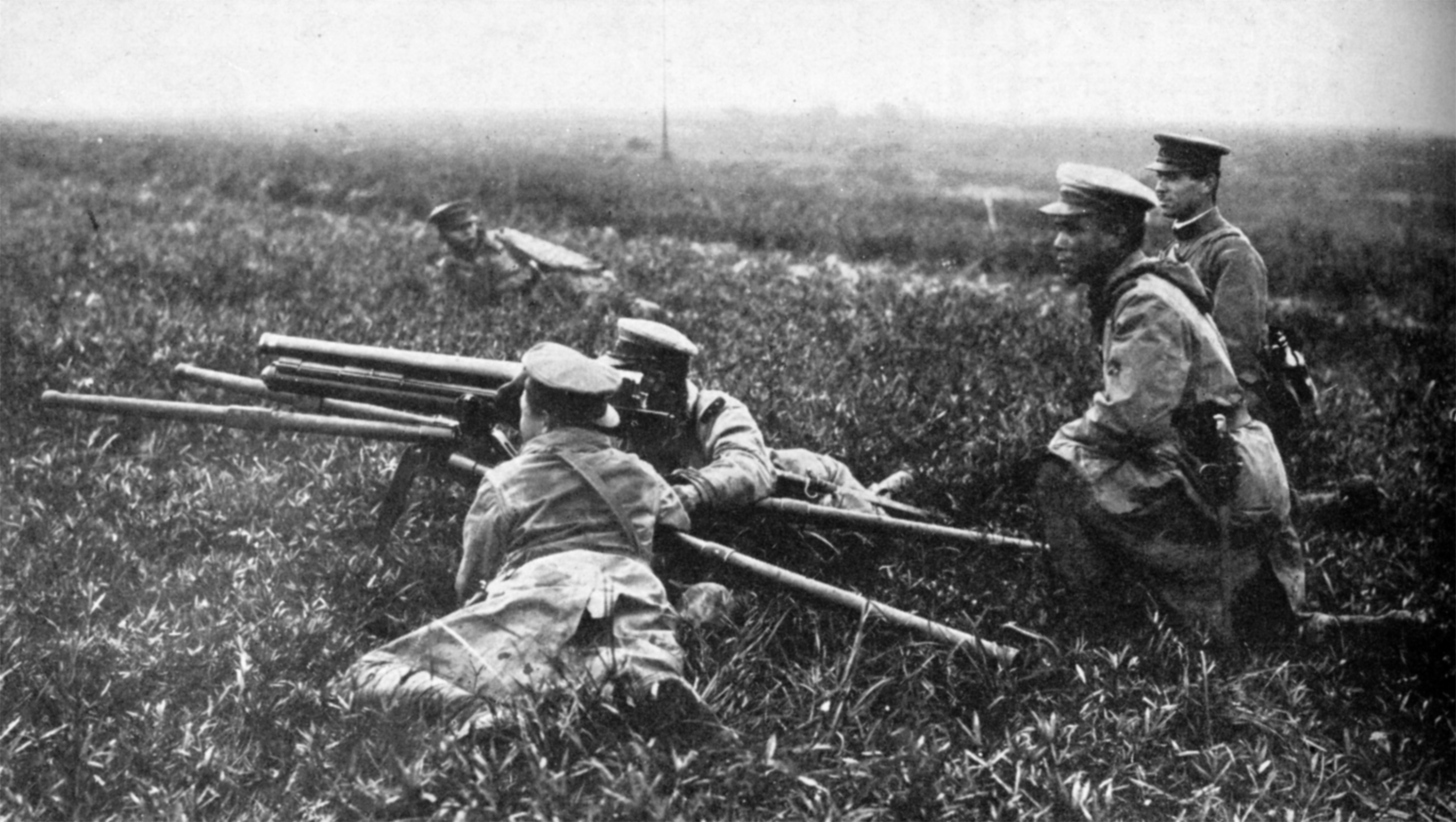
Une unité servant un canon d'infanterie. Les deux servants principaux manipulent le canon, le premier servant de réserve est agenouillé directement derrière eux. Le chef de section est agenouillé légèrement sur le côté et un deuxième servant de réserve est allongé à côté.

Le canon de support d'infanterie Type 11 de 37 mm  (十一年式平射歩兵砲 Jyūiichinen-shiki Heisha hoheihō) était un canon d'infanterie utilisé par l'armée impériale japonaise pendant la seconde guerre sino-japonaise et la Seconde Guerre mondiale. Le numéro "11" dans Type 11 correspond à l'année d'adoption du canon, la 11e année du règne de l'empereur Taishō, soit en 1922 dans notre calendrier grégorien.

## Histoire
Le Type 11 est entré en service en 1922. Il était destiné à être utilisé contre des positions de mitrailleuses ennemies et des chars légers. Dans une version modifiée il a équipé les premiers chars japonais (le Renault NC27 (de) japonais ainsi que les premiers chars moyens Type 89 I-Go). 
Le Type 11 a été largement dépassé par le canon antichar Type 94 au moment de la guerre du Pacifique.

## Conception
La conception du canon d'infanterie Type 11 était basé sur le canon d'infanterie de 37 modèle 1916 TRP français (Le M1916 de l'armée américaine), pour lequel le Japon avait acheté une licence de production après la Première Guerre mondiale et l'avait modifié pour correspondre aux exigences japonaises.
Le Type 11 faisait feu depuis un tripode en tubes d'acier et utilisait une culasse à translation verticale qui était ouverte et fermé par un levier sur le côté droit du canon. Le canon tirait lorsqu'on tirait rapidement une corde dépassant à l'arrière, cela entrainait un levier vers le percuteur, qui à son tour frappait l'amorce à l'arrière de la munition.
Il était conçu pour être transporté par ses servant en utilisant les deux pieds arrière comme barres de tractions. Complètement dépourvu de roues, une paire de barres amovibles à l'avant permettait à quatre hommes de soulever le canon. Les pieds arrière étaient munis de piques pour maintenir fermement le canon en position.

Le Type 11 tirait des munitions hautement explosives Type 12 contenant 41 grammes d'explosif, mais aussi des obus antichar inefficaces. 

## Utilisation au combat
Les canons Type 11 étaient généralement attribués par groupe de quatre aux régiments d'infanterie. Chaque canon était servi par une section de 10 hommes (un chef de section, 4 servants (2 en réserve légèrement à l'écart du canon), 3 hommes pour transporter les munitions et 2 hommes pour diriger les chevaux de bât), et était en liaison avec le quartier général du régiment (généralement à 300 m) par le biais d'un téléphone de campagne ou d'une estafette.
Le canon était efficace pendant les premiers temps de la seconde guerre sino-japonaise dans son usage originel, qui était de fournir une grande puissance de feu à l'infanterie contre des positions semi-fortifiées, telles que des casemates, des nids de mitrailleuses et des véhicules faiblement blindés. Cependant, sa faible vitesse à la bouche, son petit calibre et sa faible cadence de tir l'on rendu rapidement obsolète face aux forces alliés équipées de chars, et il a été rarement vu en dehors des unités de réserve pendant la guerre du Pacifique.